# 社会スポーツセンター
一般財団法人社会スポーツセンター（しゃかいスポーツセンター、英語: Social Sports Center）は、かつて東京都多摩市に本拠を置いていた、スクーバダイビング及びスノーケリングの普及を目的とする一般財団法人。2022年3月31日解散。

## 概要
1971年（昭和46年）6月21日設立。スクーバダイビング施設の運営、ウォータースポーツ大会、競技会の開催を通じて、マリンスポーツ事業等を促進するために活動。
公益財団法人日本スポーツ協会公認スクーバダイビング指導員の養成を行っていた。ダイビング・スノーケリングの大会として「全日本スポーツダイビング室内選手権大会」も開催していた。
社会スポーツセンターの事務局内には、日本スノーケリング協会の事務局も存在していた。
また、事務局のある東京都多摩市東寺方647で、スイミングスクール・フィットネスクラブ「多摩スポーツセンター」（騒音や渋滞等問題有り）を運営していた。
多摩スポーツセンターの運営にあたっては、セントラルスポーツの指導を受けており、社会スポーツセンターの理事にもセントラルスポーツ関係者が名を連ねていた。
2022年（令和4年）3月31日解散。多摩スポーツセンターにおいても同日付で閉館。指導者養成事業の一部は2022年4月1日から、一般財団法人日本海洋レジャー安全・振興協会が引き継ぐ。

## アクセス
聖蹟桜ヶ丘駅・多摩センター駅より、京王電鉄バス桜72・桜73系統「総合体育館入口」または「落川」バス停留所下車徒歩1分